# 阮玉清
阮玉清（1936年3月28日—2015年9月25日），越南足球運動員，司職中場，為前南越國家足球隊隊員，1959-65年間擔任隊長，其後更於1969-71年擔任主教練。
2015年9月25日，因中風在越南胡志明市的家中去世，享年79歲。